# 二ツ井町
二ツ井町（ふたついまち）は、秋田県の北部に位置していた町。2006年3月21日に能代市と合併し、新たに能代市となったため廃止した。
南北に細長い形状、北は世界遺産の白神山地に接している。合併後も能代市二ツ井町として地名が残る。

## 地理

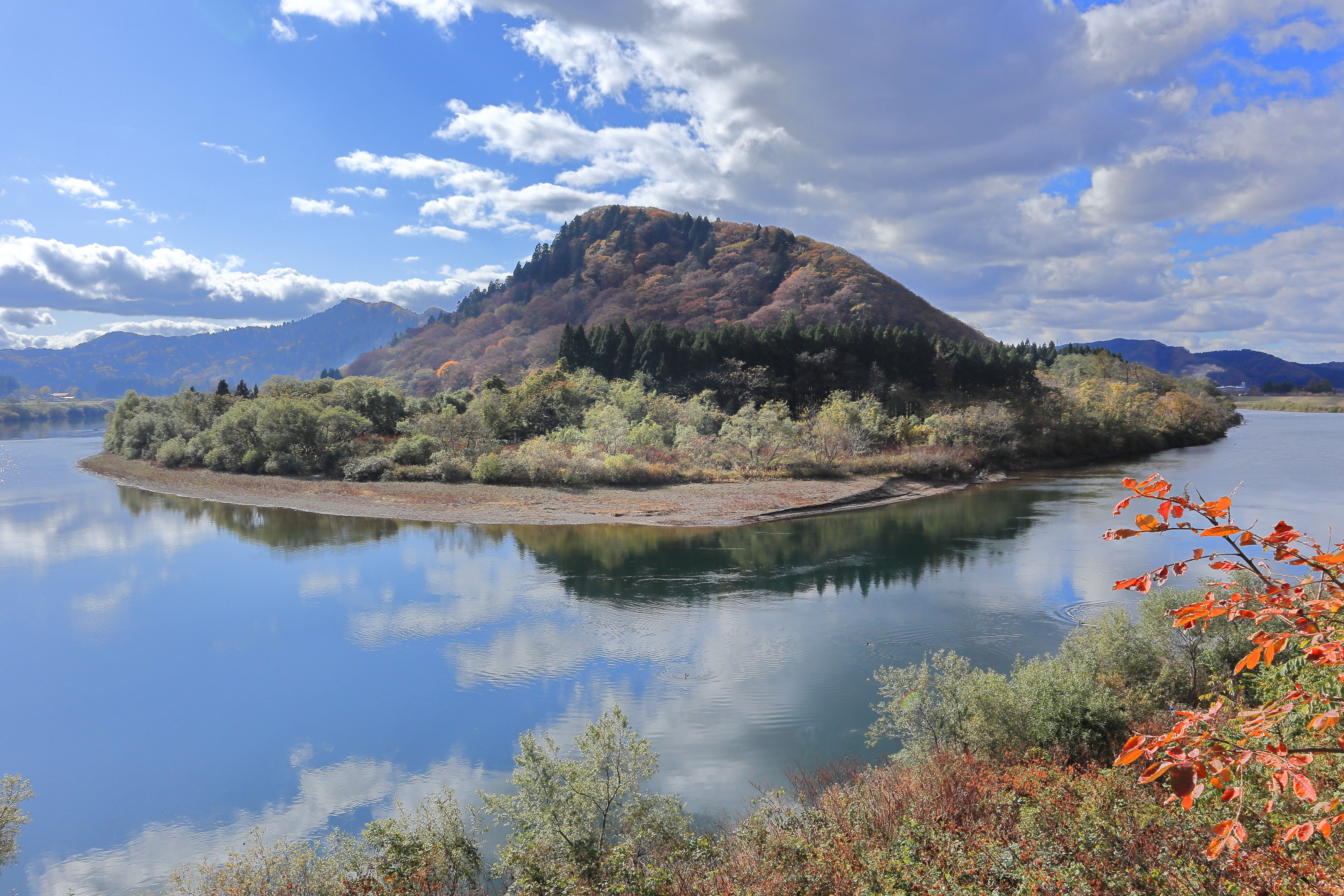
きみまち阪公園から米代川と七座山を望む

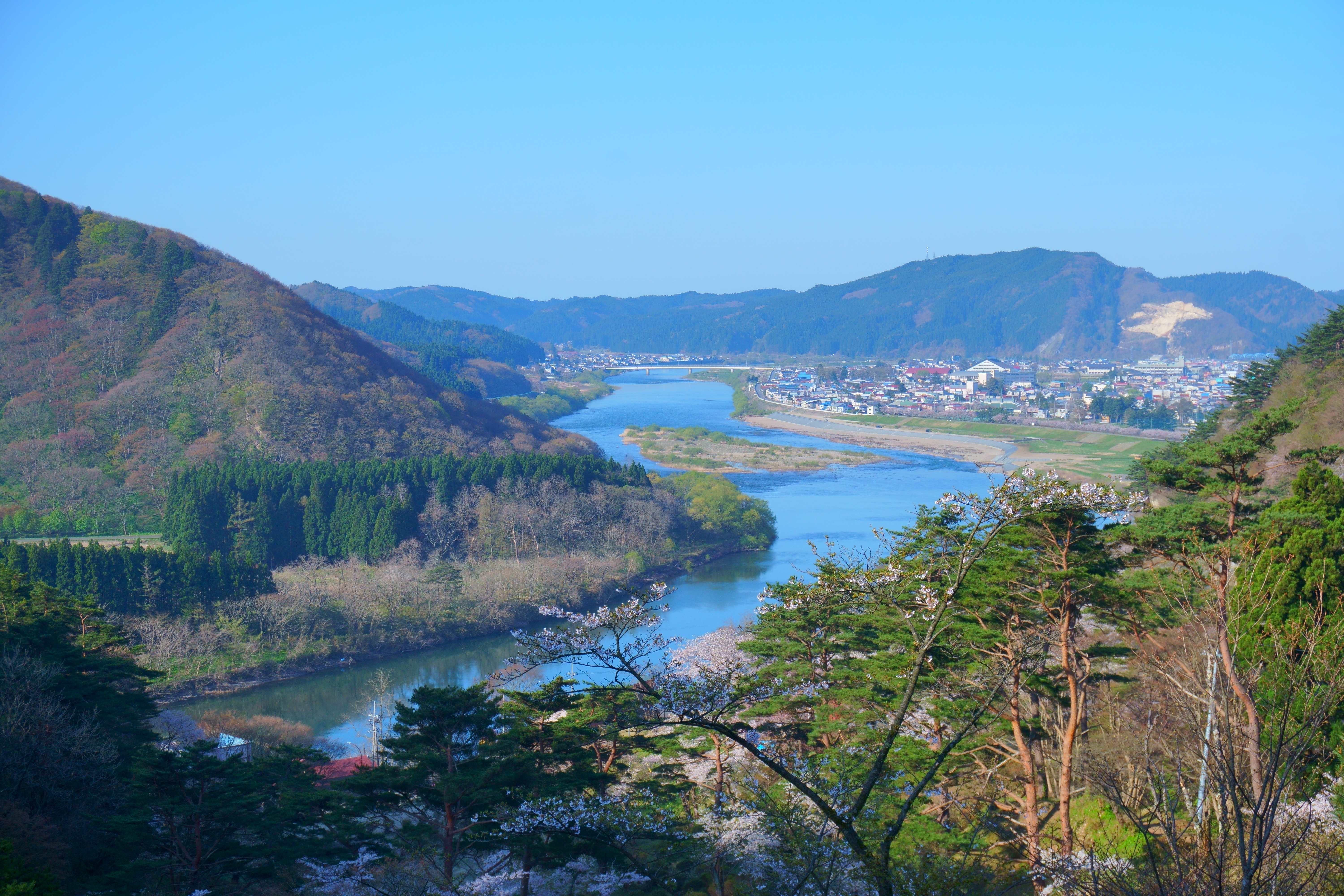
きみまち阪から見た二ツ井地域。米代川に沿って街並みが伸びる

- 山: きみまち阪
- 河川: 米代川
- 湖沼: 田代潟

### 隣接していた自治体
- 能代市
- 北秋田市
- 山本郡：藤里町、三種町
- 北秋田郡：上小阿仁村

## 歴史
- 1876年（明治9年） -比井野村、薄井村が合併し、二ツ井村が成立する。井のつく村が2つ合併したのでこの村名となった。
- 1889年（明治22年）4月1日 - 町村制の施行に伴い、山本郡二ツ井村が単独で自治体を形成。
- 1902年（明治35年）6月4日 - 町制を施行、二ツ井町となる。
- 1947年（昭和22年）8月 - 昭和天皇の行幸直前、集中豪雨により米代川が氾濫。被害多数[1]。天皇の行幸は中止され、お召し列車を徐行させて車中からの視察となった[2]。
- 1955年（昭和30年）
  - 3月25日 - 山本郡種梅村、富根村、荷上場村と新設合併し、新たに二ツ井町が発足。
  - 10月1日 - 北秋田郡鷹巣町の一部（小繫・麻生）を編入。
  - 12月25日 - 山本郡響村を編入。
- 1957年 - 七座営林署が合川町に移転する。これは合併に伴い二ツ井町に営林署が2つできることとなってしまい、片方を合川町に移転する機運が盛り上がったためである。二ツ井町は阻止しようとしたが、祖父が二ツ井出身でもあった衆議院議員石田博英が二ツ井町側の陳情を取り合わなかったため、移転することとなった[3]。
- 1958年（昭和33年） - 能代市苅又石地区・揚吉地区を編入[4]。
- 1972年（昭和47年）7月9日 - 昭和47年7月豪雨で米代川が氾濫。町内の70%が水没して1123戸以上が孤立した[5]。
- 2006年（平成18年）3月21日 - 能代市と新設合併し、改めて能代市が発足。同日二ツ井町廃止。

## 地域

### 教育
高等学校
- 秋田県立二ツ井高等学校

中学校
- 二ツ井町立二ツ井中学校

小学校
- 二ツ井町立二ツ井小学校
- 二ツ井町立富根小学校
- 二ツ井町立切石小学校
- 二ツ井町立種梅小学校
- 二ツ井町立馬子岱小学校
- 二ツ井町立荷上場小学校　
- 二ツ井町立田代小学校
- 二ツ井町立濁川小学校
- 二ツ井町立仁鮒小学校
- 二ツ井町立天神小学校

## 交通

### 鉄道
- 東日本旅客鉄道
  - 奥羽本線：富根駅 - 二ツ井駅
- 一般国道
  - 国道7号・二ツ井バイパス
- 主要地方道
  - 秋田県道3号二ツ井森吉線
  - 秋田県道64号能代二ツ井線
- 一般県道
  - 秋田県道202号小滝二ツ井線
  - 秋田県道203号高屋敷茶屋下線
  - 秋田県道205号富根能代線
  - 秋田県道206号山谷富根停車場線
  - 秋田県道317号西目屋二ツ井線
  - 秋田県道322号徯后坂藤里峡公園線
- 道の駅
  - 道の駅ふたつい : 国道7号・秋田県道322号徯后坂藤里峡公園線交点

## 名所・旧跡・観光

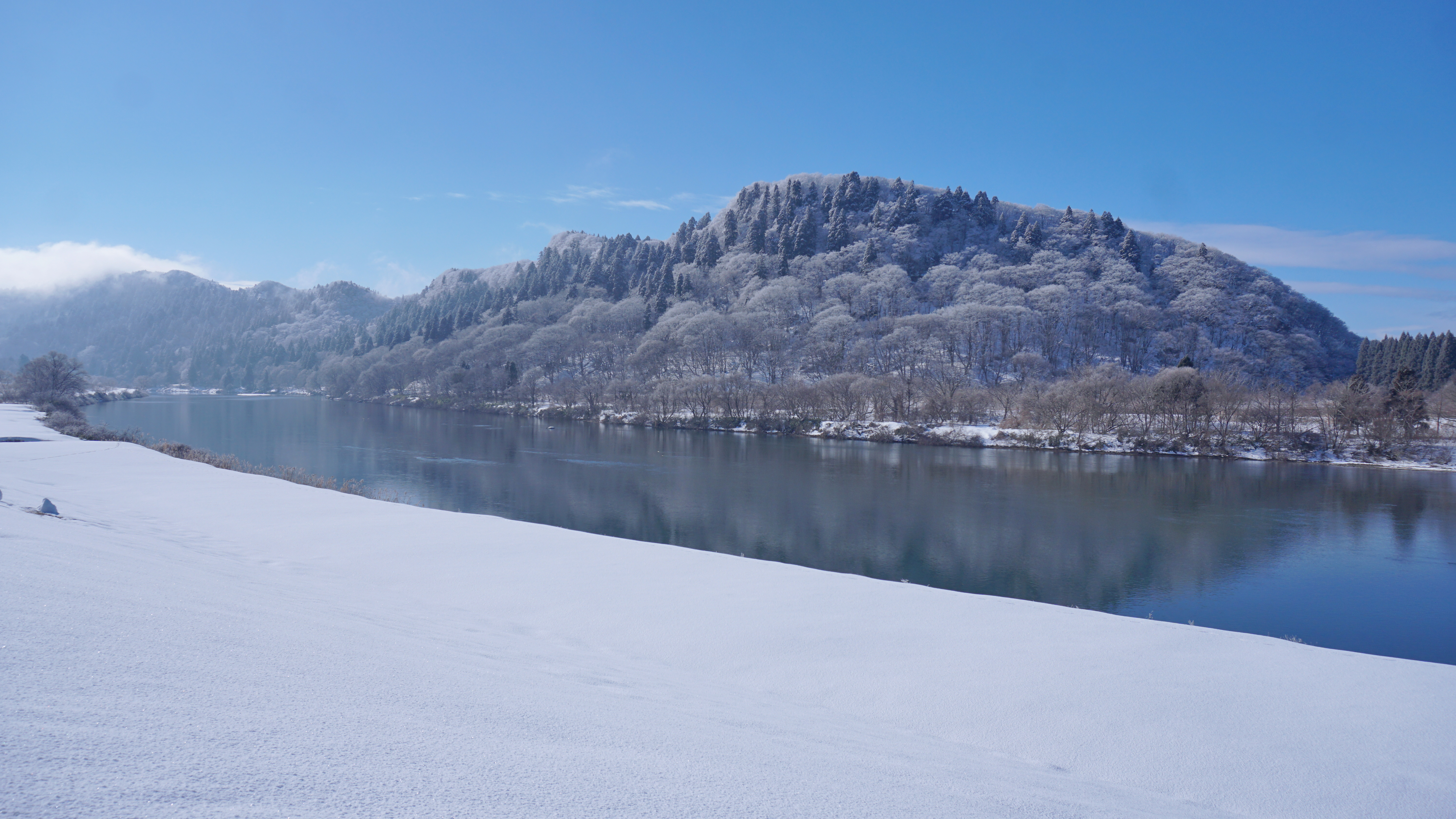
七座山と米代川

- きみまち阪
- きみまち杉（森の巨人たち百選）
- 七座山

### 神社
- 岩関神社
- 七座神社
- 銀杏山神社
- 山神社
- 高岩神社
- 浮島神社
- 兜神社
- 鎧神社
- 田代神社
- 七村稲荷神社
- 濁川八幡社
- 鬼神神社
- 愛宕神社
- 熊野神社
- 梅内神社

## 出身有名人
- 佐藤嘉尚（作家、編集者）
- まるさん（ローカルタレント）
- 山本時男（生物学者）
- 藤田ゆうみん（ラジオパーソナリティ）
- 石田博英（元衆議院議員、大館市名誉市民）[6]
- 安井勇誠（バレーボール選手）
- 伊藤豊昇（ミュージシャン）